# Metro de Superfície de Luanda
O Metro de Superfície de Luanda (MSL) é um sistema de metro ligeiro proposto para ser construída na capital angolana, Luanda, com uma extenção de 60 km e um custo previsto de 2,3 mil milhões de euros.

## História
Em 2015, a empresa de transportes alemã Siemens Mobility revelou interesse em participar no projeto do metro de superfície de Luanda. No final desse ano, foi aprovado o Orçamento Geral do Estado para o ano seguinte, que contemplava, numa primeira versão, um investimento aproximado de 42 milhões dólares em estudos para reestruturação dos sistemas de transporte em Luanda, incluindo a construção de um metro de superfície. No entanto, no final do ano, o projeto foi adiado indefinidamente. Em 2017, um Consórcio internacional garantiu estar disposto a disponibilizar 10 mil milhões USD para que o projeto seguisse em frente.
No início de 2020, foi anunciado que a Siemens tinha assinado um memorando de entendimento com o governo angolano para iniciar a construção de 149 km de rede sob uma parceria público-privada, com previsão de início da construção no mesmo ano. A rede proposta ligaria o Porto de Luanda a Cacuaco, a Avenida Fidel Castro Ruz a Benfica, o Porto de Luanda ao Largo da Independência e a Cidade do Kilamba ao 1º de Maio.
Em 2023, o metro ainda não tinha passado da teoria, mas estava então estimado em 2,7 mil milhões de euros e o plano contava com uma grande linha circular de 112 km atravessada por uma linha central de 30 km. A ser assim construído, serviria mais de 65% da população da região Metropolitana de Luanda.
Em 2024, foram aprovadas despesas de 2,3 mil milhões de euros para a celebração de contratos para a primeira fase das obras do metro de superfície de Luanda, estando o arranque das obras planeado para 2025. Previa-se ainda que o metro teria uma extensão inicial de 60 km, consistindo no troço Zona Económica Especial/Aeroporto Internacional Dr. António Agostinho Neto/Zona Verde e Sequele. Em julho de 2025, voltou a prometer o arranque das obras do metro de superfície ainda esse ano.